# 法西努斯

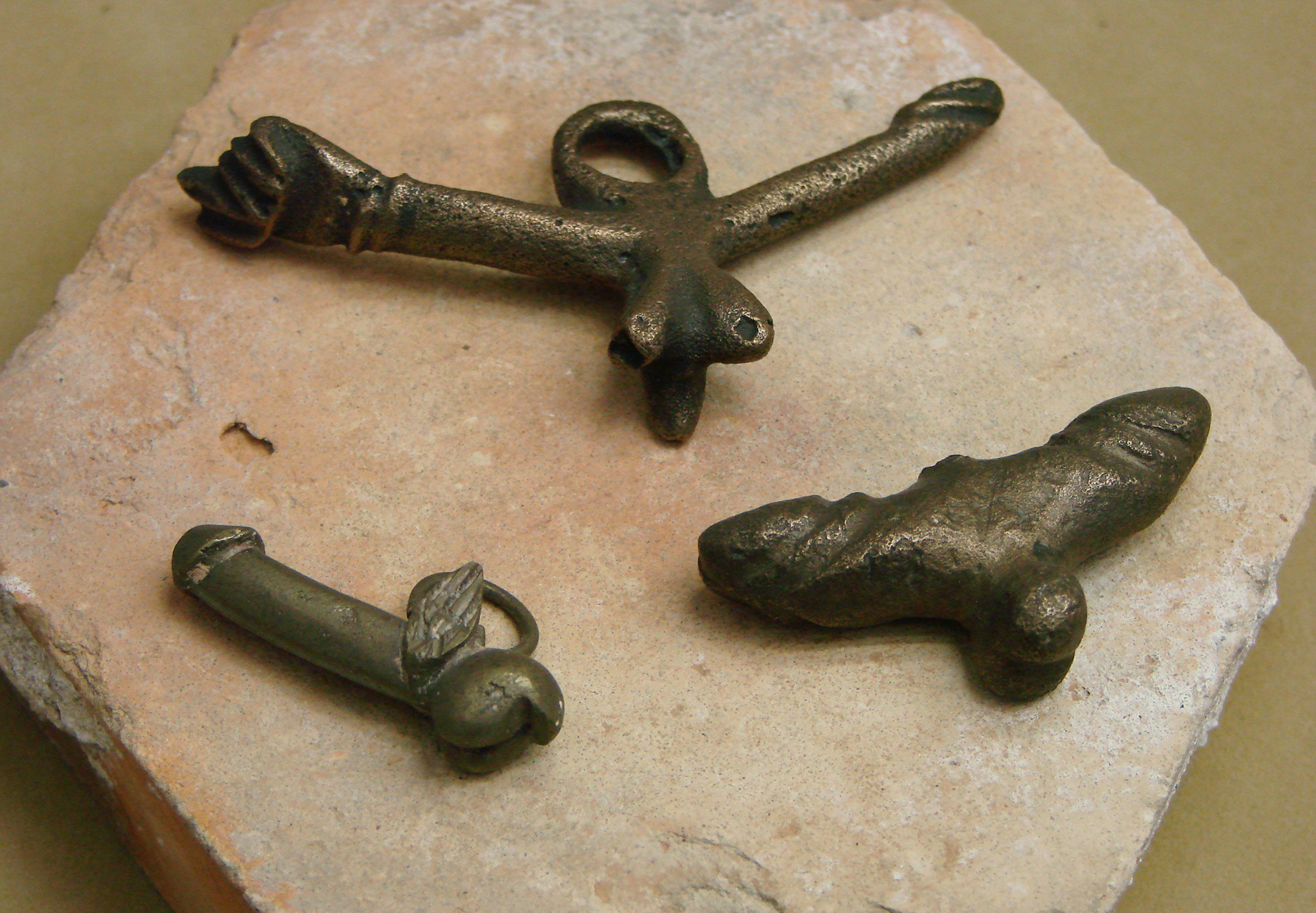
高盧—羅馬文化的青銅製例子。

法西努斯，是古羅馬宗教及巫術中神聖菲勒斯的化身。這個詞可以是指神祇本身、其肖像、護身符，或向其祈求神聖保佑的咒語。老普林尼稱之為「medicus invidiae」，即一個針對嫉妒心（拉丁語：Invidia）或邪眼的「醫師」或療法。英語fascinate一詞即間接源自fascinus。